# فيليب أبيان
فيليب أبيان (بالانجليزية: Philipp Apian)، (الميلاد :14 سبتمبر 1531م)، (الوفاة: 14 نوفمبر 1589م)، هو عالم رياضيات وعامل طبي، وهو ابن پيتروس اپيانوس (1495م –1552م)، ويُعرف أيضًا باسم رسام خرائط بافاريا.

## السيرة الذاتية
ولد في إنغولشتات باسم فيليب بينويتز (أو بينويتز)، وفي سن الحادية عشرة بدأ ابن عالم الرياضيات والفلكي ورسام الخرائط بيتروس أبيانوس بدراسة الرياضيات في جامعة إنغولشتات، وفي وقت لاحق عندما بلغ سن الثامنة عشر درس في برغونية وباريس وبورج.
عند عودته عام 1552ميلادياً أصبح أستاذاً، وبصفته بروتستانتيًا اضطر إلى المغادرة في عام 1569م بسبب اليسوعيين والإصلاح المضاد، وحاضر في جامعة توبنغن لمدة 14 عامًا حتى فقد هذا المنصب عام 1583م لرفضه إنكار الكالفينية، وتوفي في توبنغن.

## رسم الخرائط
في عام 1554، دوق بافاريا ألبرخت أمر أبيان بإنشاء خريطة لبافاريا ليوهانس أفنتينوس المكتوبة في الفترة من 1526 إلى 1533.
على مدار سبع سنوات سافر أبيان عبر بافاريا العليا وبافاريا السفلى وبالاتينات العليا ورئيس أساقفة سالزبورغ وأسقفية إيشستات.
بعد عامين من العمل تم الانتهاء من خريطة بحجم 5 × 5 أمتار بمقياس 1: 45.000، ليتم تلوينها بواسطة بارتيل ريفينجر، والخريطة التي كانت موجودة في مكتبة السكن منذ عام 1563م دمرها حريق نَشَبَ في عام 1782م.
كان لدى العالم ورسام الخرائط فيليب أبيان 24 نقشًا خشبيًا بمقياس 1: 144000 بناءً على "خريطته العظيمة" (1: 45000)، وقام بنشرها في مطبعته الخاصة، وكان حجم الورقة حوالي 43 × 33 سم، بالإضافة إلى ذلك أُنشأت 100 مشاهدة جيدة مع جوست عمان .
صدرت هذه النسخة الثانية عام 1568م، وكانت تعتبر الخريطة الرسمية لبافاريا حتى القرن التاسع عشر.
يقال أن الدقة لم يتم تجاوزها حتى القرن التاسع عشر، وأن نابليون بونابرت استخدمها عند غزو بافاريا،
ونشرها أبراهام أورتيليوس تحت عنوان فيليب أبيان.